# Горбачи (Вологодская область)
Горбачи — посёлок в Бабаевском районе Вологодской области.
Входит в состав Тороповского сельского поселения, с точки зрения административно-территориального деления — в Тороповский сельсовет.
Расположен на берегах реки Вешарка. Расстояние по автодороге до районного центра Бабаево составляет 33 км, до центра муниципального образования деревни Торопово — 7 км. Ближайшие населённые пункты — Бардинское, Гриньково, Замошье.
Население по данным переписи 2002 года — 17 человек.